# 函館湾岸大橋

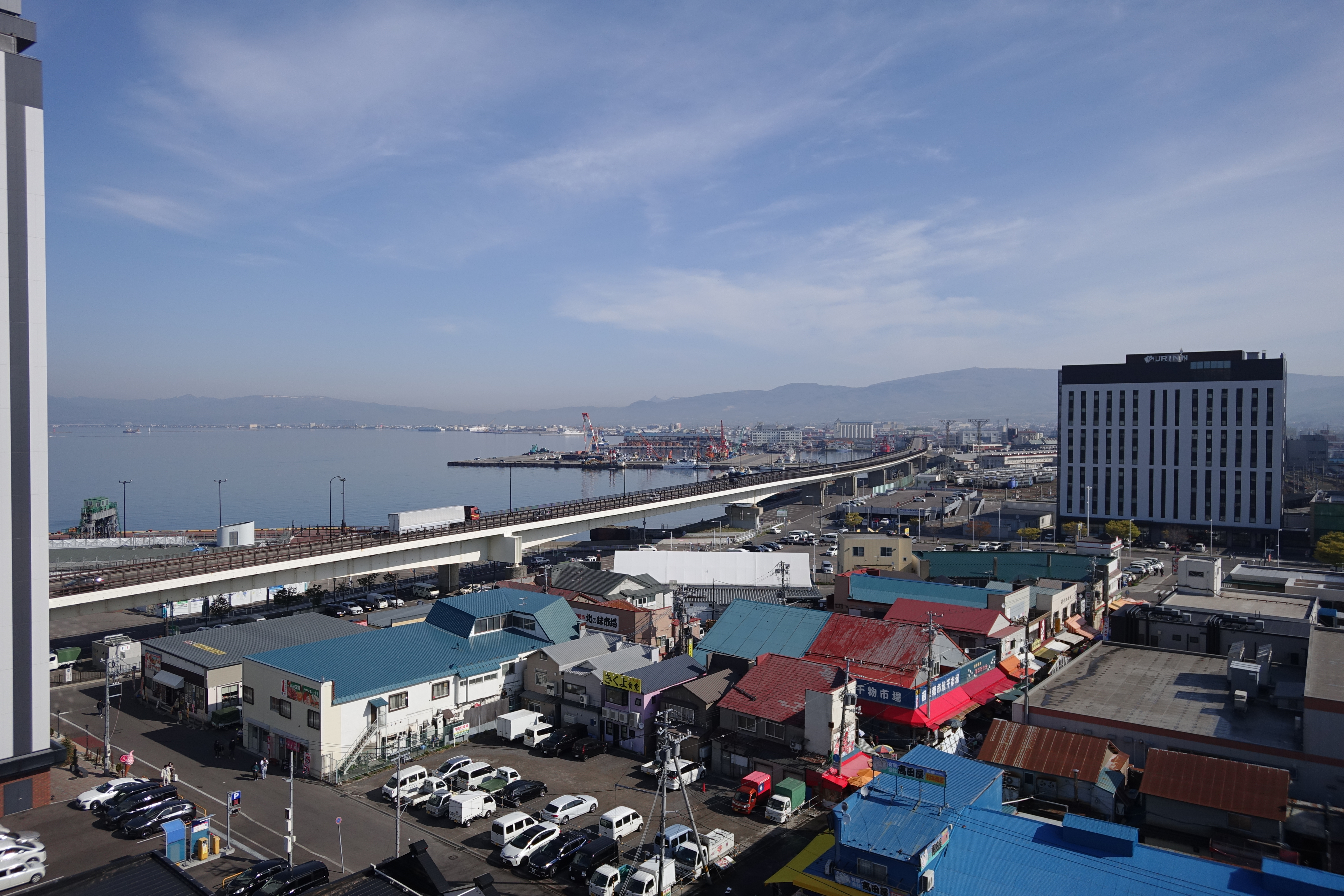
JR函館駅付近を通る函館湾岸大橋

函館湾岸大橋（はこだてわんがんおおはし）は、北海道函館市にある橋（高架橋）。通称ともえ大橋。

## 概要
函館港における物流の円滑化を図るため、函館港幹線臨港道路第一工区として1997年（平成9年）に開通。橋を利用することで函館駅周辺の混雑を回避することができる。2017年（平成29年）に第二工区（ともえ大橋 - 北斗市七重浜）の未開通区間が供用開始し、函館港幹線臨港道路が全線開通した。
函館港を見渡すビューポイントになっており、『函館港花火大会』『道新花火大会』開催時は車両を通行止めにして、観覧席として開放している。

## 主要諸元
| 形式     | PC橋、鋼床版連続箱桁橋、RC床版箱桁橋 |
| 路面形式 | 上路                                 |
| 橋長     | 1,579m                               |
| 幅員     | 2.25m（歩道） + 11.00m（車道）       |
| 総鋼重   | 7,833t                               |
| 支間長   | 120m                                 |